# Saara (Automarke)
Saara war eine brasilianische Automarke.

## Markengeschichte
Ein Unternehmen aus Teresina begann in den 1970er Jahren mit der Produktion von Automobilen. Der Markenname lautete Saara. Für 1995 sind noch Fahrzeuge überliefert. Danach endete die Produktion.

## Fahrzeuge
Im Angebot standen VW-Buggies. Die ersten Modelle ähnelten dem BRM Buggy von Montadora Nacional de Automóveis: Bei den Modellen der 1980er Jahre war eine Ähnlichkeit zum Fyber erkennbar. In den 1990er Jahren führte eine weitere Überarbeitung zu einer relativ kleinen Windschutzscheibe und eckigen Scheinwerfern, die in die Fahrzeugfront integriert waren.
Für alle Modelle galt, dass sie eine offene türlose Karosserie hatten. Hinter den vorderen Sitzen war eine Überrollvorrichtung. Fahrgestell und Motor sind nicht überliefert.